# HMS Campbeltown (fragata Tipo 31)
La HMS Campbeltown será una fragata Tipo 31 de la Royal Navy.
Será construida por Babcock International Rosyth como parte de las cinco fragatas Tipo 31 que reemplazarán a las fragatas Tipo 23. Su nombre anunciado en 2021 en honor al destructor HMS Campbeltown que lideró la Operación Chariot; el nombre simboliza las operaciones de la Royal Navy y Royal Marines. El plan para el proyecto Tipo 31 prevé que las cinco unidades de la clase estén en servicio en febrero de 2030.